# Songtao
Songtao (en chino, 松桃; pinyin, Sōngtáo) es un condado autónomo bajo la administración directa de la Prefectura Tong'ren en la Provincia de Guizhou, República Popular China.  Su área es de 2858 km² y su población total para 2010 superó los 480 mil habitantes.

## Toponimia
Songtao históricamente se llamaba "Wuluo", un topónimo en idioma miao, "Wu" significa agua y Luo significa río. El topónimo "Songtao" se deriva de la combinación del bordado local Miao. Songtao viene de la frase "los hombres son como el pino y las mujeres como el melocotón" (Song 松 'pino' y Tao 桃 'melocotón') y describe a los hombres tan fuertes y rectos como el pino y a las mujeres tan elegantes y hermosas como las flores de melocotón.
Como las otras regiones autónomas, se caracteriza por estar asociada a un grupo étnico minoritario, en este caso, los miao. La minoría étnica Miao representa el 68,1% de la población total. La región recibió la condición de "autónomo" cuando se estableció el "condado autónomo miao de Songtao" el 31 de diciembre de 1956.

## Administración
Desde julio de 2020, el  condado Songtao se divide en 28 pueblos que se administran en 5 subdistritos,   17 poblados y 6 villas.